# Васил Попов (писател, р. 1930)
Вижте пояснителната страница за други личности с името Васил Попов.
Васил Стефанов Попов е български журналист, писател, драматург, сценарист и преводач.
Псевдоними: Васил Поляк, Васил Поляков, Васил Стефанов.

## Биография
Васил Попов е роден на 29 юли 1930 г. в с. Миндя, Великотърновско. Завършва гимназия в София. Следва задочно (3 семестъра) „Право“ в Софийския университет.
Работи като редактор в армейския вестник „Бойно знаме“ (1952–1953), в сп. „Наша родина“ (1953–1954), в сп. „Отечество“, в. „Народна култура“ (1954–1957) и в. „Литературен фронт“ (1964–1966; 1971–1973). Като журналист е сред строителите на Девня, Баташкия водносилов път, Кремиковци и др. Редактор и завеждащ отдел „Белетристика“ (1973—1980) във в. „Литературен фронт“.
Заслужил деятел на културата (1980). Умира при неизяснени обстоятелства на 12 октомври 1980 г. в Пловдив.
Най-богатият архив на Васил Попов е притежание на катедра „Българска литература“ на Великотърновския университет „Св. св. Кирил и Методий“.

## Творчество
Литературният му дебют е през 1952 г. на страниците на сп. „Български воин“ с разказа „Един ден от две години“. Ранните му творби (разкази, очерци, пътеписи, репортажи) са свързани с вестниците „Бойно знаме“, „Български воин“, „Вечерни новини“, със сп. „Наша родина“ и „Отечество“. Характерен за творческия му път е стремежът към „отваряне“ на българската култура и полагането ѝ в контекста на световните образци (показателни са контактите му с творци като Илия Бешков, Цветан Стоянов, Уилям Сароян, Габриел Гарсия Маркес, Марио Бенедети и др.).
Първата книга на В. Попов („Разкази“, 1959) интерпретира „задължителните“ за епохата теми – Съпротивата, социалистическото строителство и т.н. Но още тук изпъква различното в почерка на белетриста – интересът към „простата човешка драма“, към изобразяване не толкова на „човека в света“, колкото на „света в човека“. Кулминация на тези тенденции е сб. „Корените“ (1967), обединен по-късно с продължението си „Вечни времена“ (1973) в книгата „Корените. Хроника на едно село“ (1975) – едно от най-значимите явления в литературата на 60-те и 70-те години. Характерно за поетиката на сборника е цикличното обвързване на творбите въз основа на общи персонажи, единосъщ (но неназован конкретно) топос, повествователна техника, основана на разгръщащи се по монтажен принцип състояния – ситуации – особености, които според някои критици (Св. Игов) издават близост до новелистичния роман. Книгата проблематизира едно значимо за българина от 50-те – 60-те години събитие – колективизацията на частната собственост и последвалата я миграция на населението от селото към града. Посланията обаче далеч надхвърлят конкретния социален факт, насочвайки смисъла към сферата на универсалното. Безвъзвратно разрушеният битиен порядък, прекъсването на „традицията“, на изконната обвързаност човек-земя са част от въпросите, които поставя книгата. В системата на персонажите се откроява фигурата на баба Неделя – символ на Непреходното, отпращащ към архетипния образ на Великата прамайка. С особено присъствие се отличава и Генерала – изражение на ценността и силата на Словото-памет. „Корените. Хроника на едно село“ е с основополагаща роля за утвърждаването на т. нар. коренотърсаческа литература и изобщо на коренотърсачеството като социо – културен феномен в ситуацията на 60-те и 70-те години.
Първият роман на Васил Попов „Времето на героя“ (1968) е посрещнат с неразбиране от критиката заради „модернистичните увлечения“, „скептицизма“ и ироничните си интонации. Романът представя съдбата на интелектуалеца в кризисен за социалния и културния живот момент.
Тенденциите към потискане на сюжетния ред и лиризация на прозата (присъщи на новаторските творби на 60-те) изпъкват в сб. „Това красиво човечество“ (1971) – наситени с метафоризъм текстове, в които конкретната ситуация възхожда към измеренията на съзнанието. През 1977 г. В. Попов публикува романа си „Низината“, който може да се интерпретира като „дискретно пародиране“ на „производствения роман“ от 50-те години.
Васил Попов създава и множество публицистично-есеистични текстове, които свидетелстват за активно отстоявана позиция („Слова“, 1978). Проявява се в сферата на литературната критика с рецензии и статии; автор на предговори към произведения на Дж. Кери, Мопасан, Джоузеф Хелър, Габриел Гарсия Маркес и др.
Създава пиесите „Легенда“ (1965), „Кактусът“ (1970) и „Селски притчи“ (1975); сценариите за игралните филми „Свобода или смърт“  (1968), „Вечни времена“ (1974), „Жив автобус“ (1979).
Превежда Джеръм Селинджър, О. Х. Кардосо, Ги дьо Мопасан и др.
Произведенията му са публикувани на азерб., англ., исп., нем., пол., рус., укр., унг., фр., чеш. език.

### За него
- Иван Радев. Васил Попов. От разказа към романа. Велико Търново, 2001.
- Писателят. Това красиво човечество. Васил Попов. Материали. Изследвания. Спомени. Велико Търново, 2001.
- Иван Станков. Васил Попов. Релативизъм и полифонизъм. Велико Търново: Фабер, 2010.